# دیه‌گو پرز (تنیس‌باز)
 دیه‌گو پرز (انگلیسی: Diego Pérez؛ زاده ۹ فوریهٔ ۱۹۶۲) یک تنیس‌باز اهل اروگوئه است.